# Јоне Минагава
Јоне Минагава (јап. 皆川ヨ子; Фукучи, 4. јануар 1893 — Фукучи, 13. август 2007) била је јапанска суперстогодишњакиња која је према гинисовој књизи рекорда носила титулу најстарије живе особе на свету у периоду од 28. јануара до 13. августа 2007. године.

## Биографија
Јоне Минагава рођена је у Фукучију, Префектура Фукуока, Јапан, 4. јануара 1893. године. Након што јој је муж преминуо, подигла је петоро деце продајући цвеће и поврће у руднику угља. Живела је сама до 2005. године, када се преселила у старачки дом.
5. априла 2005. године, након смрти 114-годишње Уре Којаме, постала је најстарија жива особа у Јапану.
29. јануара 2007. године, након смрти 114-годишње Еме Тилман из Сједињених Америчких Држава.
Јоне Минагава преминула је у Фукучију, Префектура Фукуока, Јапан, 13. августа 2007. године, у доби од 114 година и 221 дан. Сва њена деца, осим једног, умрла су пре ње, али је оставила шесторо унучади, 12 праунучади и двоје чукунунучади. Након њене смрти, тада 114-годишња Една Паркер из Сједињених Америчких Држава, постала је најстарија жива особа на свету.